# Punkt bazowy
Punkt bazowy (‱) – jedna setna punktu procentowego.
‱ – znak typograficzny oznaczający punkt bazowy (1/10 000 część – Unicode U+2031 – tzn. liczba poprzedzająca znak jest dzielona przez 10 000).
Podobne znaki to:
- % – znak oznaczający procent (1/100 część – Unicode U+0025 – tzn. liczba poprzedzająca znak jest dzielona przez 100)
- ‰ – znak oznaczający promil (1/1000 część – Unicode U+2030 – tzn. liczba poprzedzająca znak jest dzielona przez 1000)

W Unikodzie znak punktu bazowego występuje w wersjach:
| Znak | Unicode | Kod HTML             | Nazwa unikodowa                    | Nazwa polska                  |
| ---- | ------- | -------------------- | ---------------------------------- | ----------------------------- |
| ‱    | U+2031  | &#x2031; lub &#8241; | PER TEN THOUSAND SIGN              | punkt bazowy                  |
| ؊    | U+060A  | &#x060A; lub &#1546; | ARABIC-INDIC PER TEN THOUSAND SIGN | arabsko-indyjski punkt bazowy |